# Васильев, Алексей Павлович
Алексей Павлович Васильев (1909 — 30 марта 1978, Брюссель) — пастор, библеист, деятель Русского Зарубежья.

## Биография
Родился в семье морского офицера, в результате Гражданской войны вместе с семьей оказался в эвакуации в Константинополье.
С 1922 года по 1925 год учился в иезуитском интернате Святого Георгия, продолжил образование в Англии.
Женился на дочери известного парижского пастора Урбана (Pierre Urban, pasteur de l'Église Réformée de France), в этом браке родились две дочери.
Васильев возглавлял общину русского евангельского движения (Mouvement Evangélique Russe 7, rue du Moniteur Bruxelles 1), преподавал в баптистской семинарии в Брюсселе и работал в бельгийском Библейском институте (L’Institut Biblique Belge).

## Экуменические контакты
Васильев участвовал в подготовке перевода Библии на русский язык при Свято-Сергиевском православном институте в Париже. Работа проводилась под руководством архиепископа Кассиана (Безобразова), по воспоминаниям Бориса Зайцева, Васильев стал приезжать в Париж на заседания научной комиссии, где проводил

«бдения многочасовые над рукописью, словарями и пр.» «1951 г. Британским Библейским Обществом владыке Кассиану был поручен пересмотр перевода Священного Писания Нового Завета на русский язык… была собрана комиссия для окончательного пересмотра перевода. В комиссию вошли: А. В. Карташёв, Б. К. Зайцев, В. П. Раевский, пастор Васильев и другие. По мере нужды в комиссию были приглашены и новые члены (о. Алексей Князев, профессор Ветхого Завета в институте; о. Илья Мелиа и др.)» (Зайцев Б. К. Дни: Сергиево подворье // Свято-Сергиевское подворье в Париже: к 75-летию со дня основания. Париж, СПб: Приход храма пр. Сергия, «Алетейя», 1999. С. 133—135.)

Васильев был другом православного протопресвитера Валента Роменского.
Пастор также участвовал в проектах организованных католическими центрами Бельгийский комитет религиозной документации о Востоке, Восточно-христианский очаг, издательства Жизнь с Богом, Библиотека имени Владимира Соловьёва (Брюссель) и католического прихода византийского обряда, действовавшего в в русском апостолате при храме Благовещения Пресвятой Богородицы в Брюсселе. В этой работе он сотрудничал с Ириной Михайловной Посновой, Михаилом Николаевичем Гавриловым и их коллегами.

## Архив
Фрагменты переписки пастора, книги которые отличает его экслибрис и владельческие надписи, а также некоторые документы личного характера, в составе документов поступивших в библиотеку «Бетти Амбивери» находятся в центре «Христианская Россия» (ит.: «Russia Cristiana») в Сериате, Италия.